# IRB Pacific Nations Cup 2009
L'edizione del  2009 fu la quarta edizione IRB Pacific Nations Cup e vide la partecipazione delle stesse nazioni del 2007, con il ritorno degli Junior All Blacks al posto dei New Zealand Maori a rappresentare la Nuova Zelanda.
Il cambio non ha spostato la bilancia dei risultati. Non ha più partecipato l'Australia "A"

## Risultati
| Data           | Incontro                     | Risultato | Sede       |
| -------------- | ---------------------------- | --------- | ---------- |
| 12 giugno 2009 | Samoa ― Junior All Blacks    | 16–17     | Apia       |
| 13 giugno 2009 | Tonga ― Figi                 | 22–36     | Nukuʻalofa |
| 18 giugno 2009 | Figi ― Junior All Blacks     | 17–45     | Lautoka    |
| 18 giugno 2009 | Giappone ― Samoa             | 15–34     | Sigatoka   |
| 23 giugno 2009 | Samoa ― Tonga                | 27–13     | Lautoka    |
| 23 giugno 2009 | Giappone ― Junior All Blacks | 21–52     | Lautoka    |
| 27 giugno 2009 | Tonga ― Giappone             | 19–21     | Lautoka    |
| 27 giugno 2009 | Samoa ― Figi                 | 14–19     | Lautoka    |
| 2 luglio 2009  | Tonga ― Junior All Blacks    | 25–47     | Suva       |
| 3 luglio 2009  | Figi ― Giappone              | 40–39     | Suva       |

## Classifica
|  | Classifica        | G | V | N | P | PF  | PS  | diff. | BM | BS | PT |
|  | ----------------- | - | - | - | - | --- | --- | ----- | -- | -- | -- |
|  | Junior All Blacks | 4 | 4 | 0 | 0 | 161 | 79  | +82   | 3  | 0  | 19 |
|  | Figi              | 4 | 3 | 0 | 1 | 112 | 120 | -8    | 2  | 0  | 14 |
|  | Samoa             | 4 | 2 | 0 | 2 | 91  | 64  | +27   | 2  | 2  | 12 |
|  | Giappone          | 4 | 1 | 0 | 3 | 96  | 145 | -49   | 1  | 1  | 6  |
|  | Tonga             | 4 | 0 | 0 | 4 | 79  | 131 | -52   | 0  | 1  | 1  |